# Araukarien
Die Araukarien (Araucaria) sind eine Pflanzengattung in der Familie der Araukariengewächse (Araucariaceae), die zu den Koniferen (Coniferales) gehört. Sie besitzt ein stark disjunktes Areal auf der Südhalbkugel.

## Beschreibung

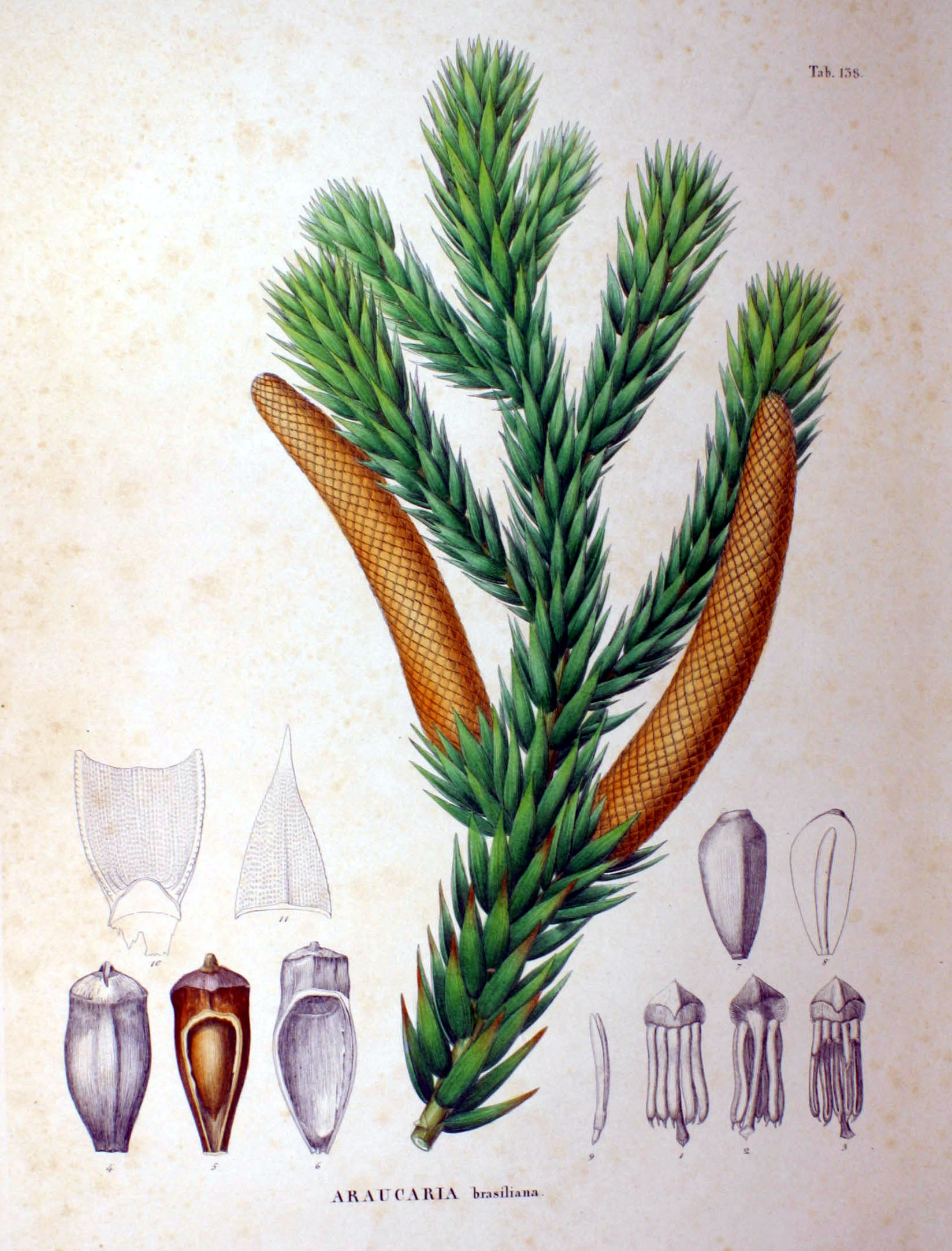
Illustration der Brasilianischen Araukarie (Araucaria angustifolia), Zapfen und Zweige

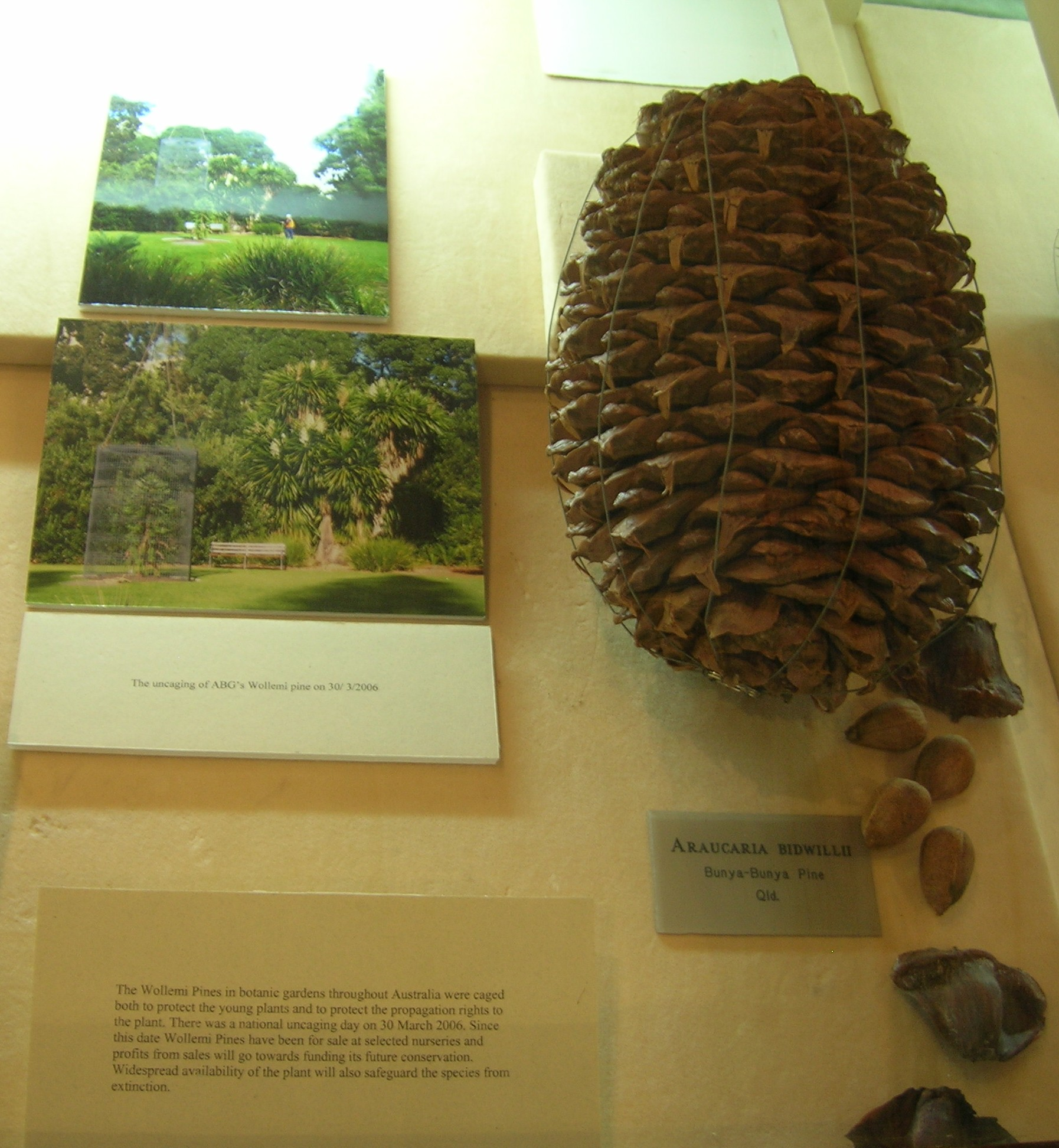
Reifer Zapfen und Samen von Araucaria bidwillii

### Vegetative Merkmale
Die Araucaria-Arten sind immergrüne Bäume. Die Art mit den höchsten Exemplaren aus der Gattung Araucaria ist mit 89 Metern Araucaria hunsteinii. Das älteste Exemplar aus der Gattung soll eine 1000-jährige Araucaria araucana sein. Sämlinge haben zwei bis vier Keimblätter (Kotyledone).
An den plagiotrop (plagiotrop: durch Geotropismus bestimmte Wuchsrichtung, die nicht die Orientierung der Sprossachse hat) ausgerichteten Ästen sind die derben Laubblätter schraubig angeordnet. An jungen Bäumen sind die Blätter nadelförmig und ebenfalls schraubig angeordnet. Bei ausgewachsenen Bäumen sind die Blätter meistens schuppenförmig und schraubig oder in zwei Schichten angeordnet, die sich überlappen. Die Blätter überdauern viele Jahre. Eine vegetative Vermehrung der Araucaria-Arten ist nicht möglich, da sie aus abgeschnittenen Trieben nicht mehr austreiben. Demzufolge kann keine Stecklingsvermehrung durch Ableger aus ihren Hauptwurzeln durchgeführt werden.

### Generative Merkmale
Araucaria-Arten sind getrenntgeschlechtig, meist zweihäusig (diözisch) oder seltener einhäusig (monözisch). Männliche Zapfen werden terminal an den Ästen, einzeln oder zu mehreren zusammengefasst, gebildet. Die zahlreichen Staubblätter sind spiralig angeordnet. Weibliche Zapfen sind fast kugelförmig. Die dünnen Zapfenschuppen haben oft ein spitzes Ende. Die Zapfen werden schwer und enthalten viel milchige Flüssigkeit. Von der Bestäubung bis zur Reife brauchen die Zapfen zwei bis drei Jahre. Samen und Schuppen sind miteinander verwachsen. Die Samen sind geflügelt und bei einigen Arten essbar.

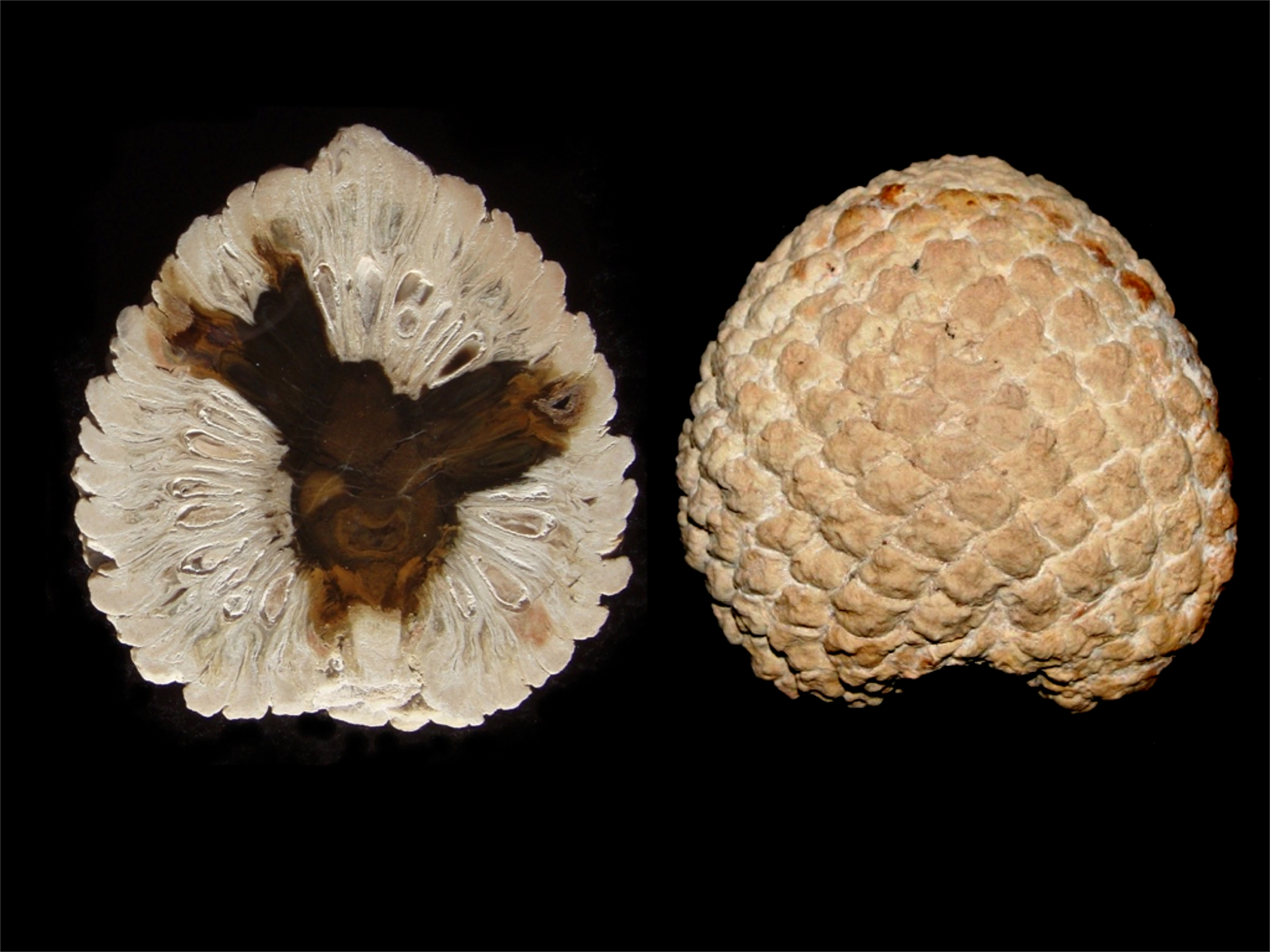
Längsschnitt durch einen ca. 210 Mio. Jahre alten versteinerten Zapfen von Araucaria spec. aus Patagonien (Argentinien)

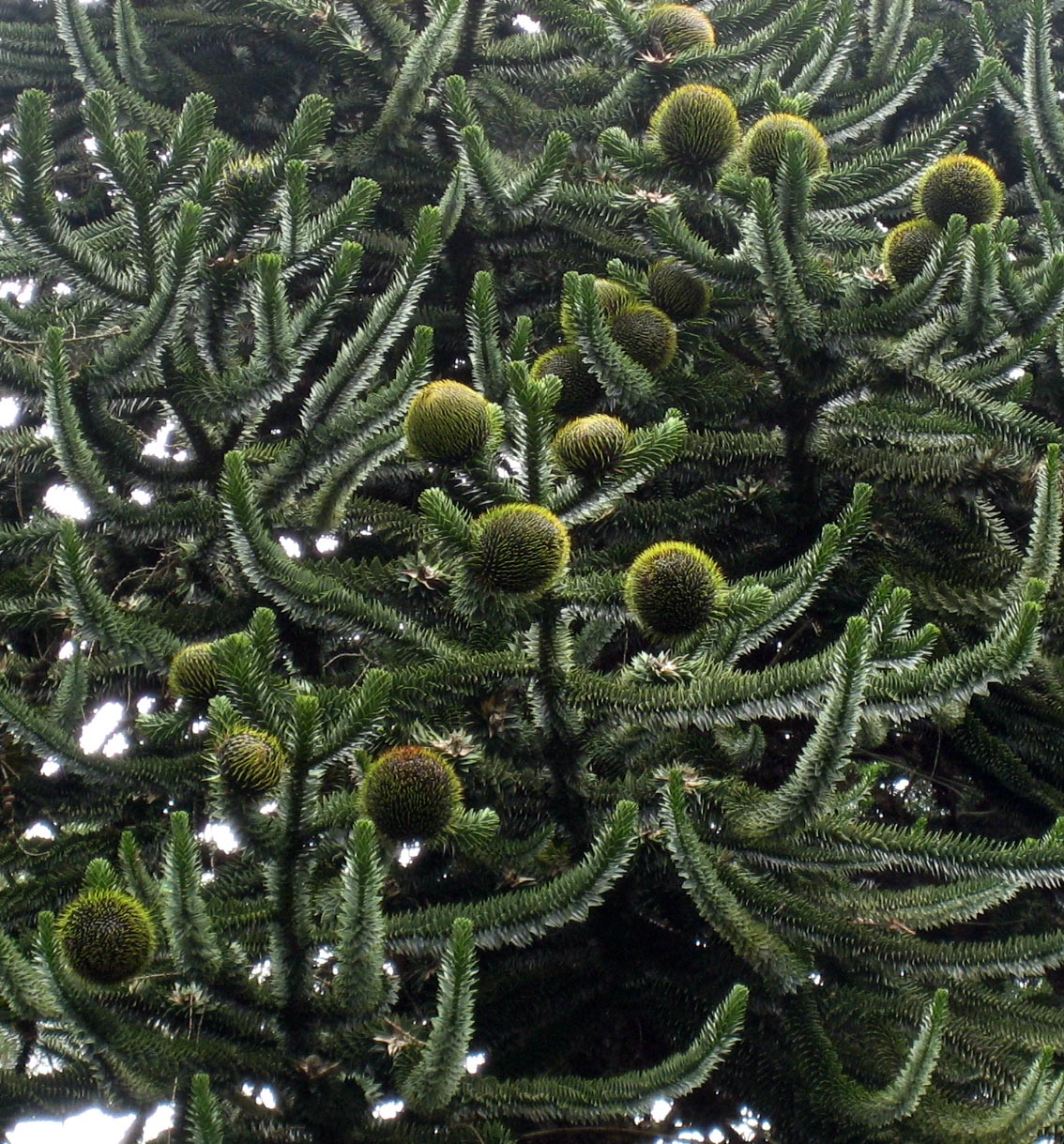
Zweige mit weiblichen Zapfen der Chilenischen Araukarie (Araucaria araucana)

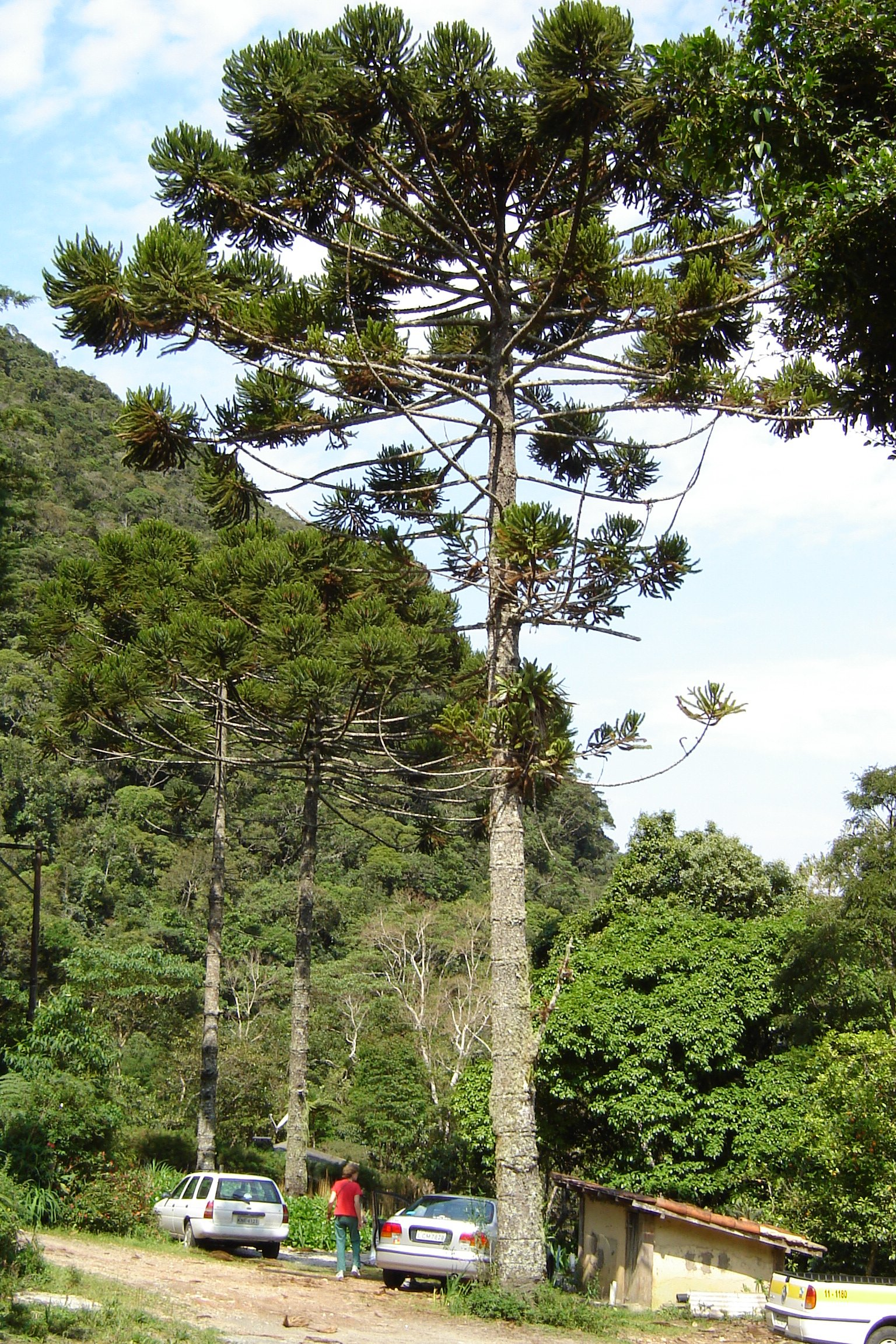
Brasilianische Araukarie (Araucaria angustifolia) in Petropolis bei Rio de Janeiro

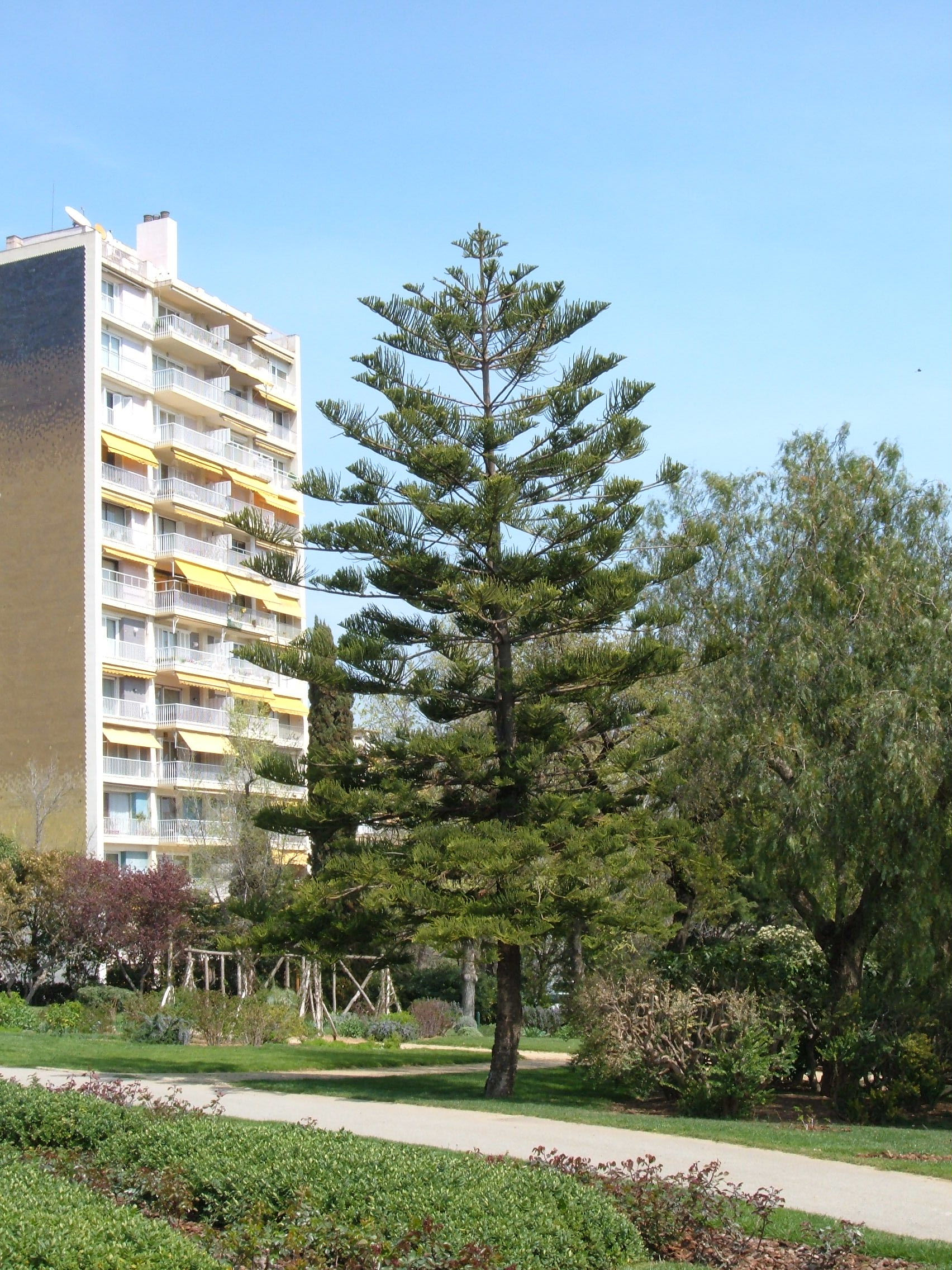
Norfolktanne (Araucaria heterophylla) als Parkbaum

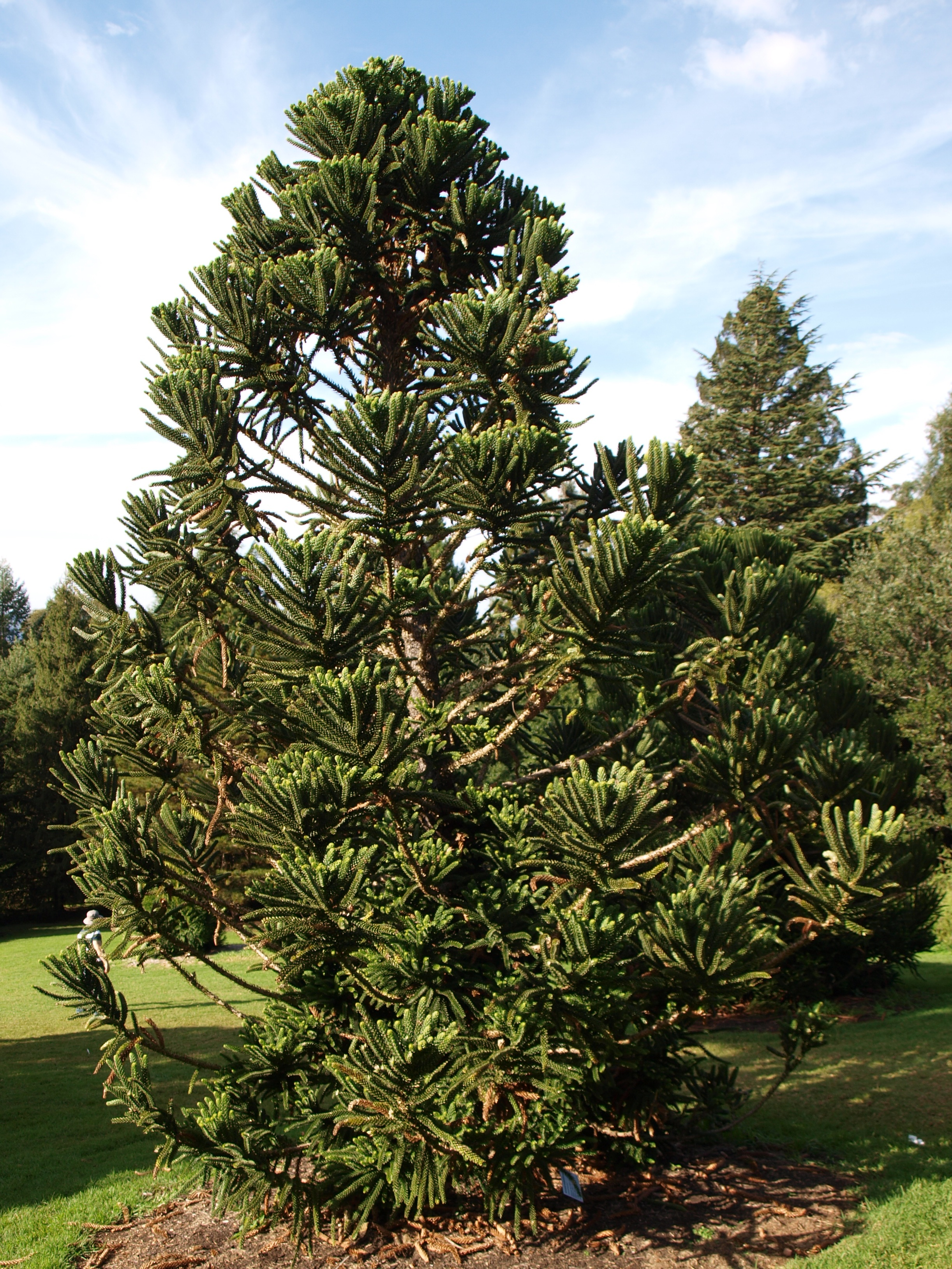
Habitus von Araucaria humboldtensis

## Systematik und Verbreitung
Die Gattung Araucaria wurde 1789 durch Antoine Laurent de Jussieu in Genera Plantarum, S. 413 aufgestellt. Der Gattungsname Araucaria bezieht sich auf die Provinz Arauco im südlichen Chile. Typusart ist Araucaria imbricata Pav. nom. illeg. ein Name der 1797 ungültig veröffentlicht wurde; deshalb verwendet man die gültige Neukombination Araucaria araucana (Molina) K.Koch des Basionym Pinus araucana Molina.
Die Gattung Araucaria besitzt ein stark disjunktes Areal auf der Südhalbkugel. Es gibt Arten in Südamerika, und zwar in Chile, Argentinien und dem südlichen Brasilien (siehe auch Floresta ombrófila mista); andere Arten sind in Neukaledonien, der Norfolkinsel, Australien und Neuguinea verbreitet. Dieses alte Taxon hatte früher eine weitere Verbreitung. Das rezente Areal ist ein Reliktareal; es entspricht dem Urkontinent Gondwana. 14 der 20 Araucaria-Arten sind Endemiten Neukaledoniens; die neukaledonischen Arten sind untereinander stärker verwandt als alle anderen Arten.
Die Gattung Araukarien (Araucaria) wird in vier Sektionen gegliedert und enthält seit 2017 etwa 20 Arten:
- Sektion Araucaria (Syn.: Sekt. Colymbea (Salisb.) Endl.): Sie enthält nur zwei Arten:[3]
  - Brasilianische Araukarie (Araucaria angustifolia (Bertol.) Kuntze): Sie gedeiht in Höhenlagen von 500 bis 1800, teilweise bis zu 2300 Metern in den subtropischen Feuchtwäldern der südamerikanischen Länder Brasilien, Argentinien sowie Paraguay.[3]
  - Chilenische Araukarie (Araucaria araucana (Molina) K.Koch, Syn.: Pinus araucana Molina, Araucaria imbricata Pav., Araucaria balansae Brong. & Griseb., Araucaria chilensis (Lam.) Mirb., Araucaria dombeyi A.Rich.): Sie gedeiht in den Anden in Höhenlagen von 950 bis 1050 Metern im südlichen bis zentralen Chile und südwestlichen Argentinien[3] und bilden dort die einzigen (reliktartigen) Lorbeerwälder der gemäßigten Klimazone.[5]
- Sektion Bunya M.Wilde & A.J.Eames: Sie enthält nur eine Art:[3]
  - Queensland-Araukarie (Araucaria bidwillii Hook.): Von diesem Endemiten sind mehrere Standorte im australischen Queensland bekannt.[3]
- Sektion Intermedia: Sie enthält nur eine Art:[3]
  - Araucaria hunsteinii K.Schum. (Syn.: Araucaria klinkii Lauterb., Araucaria schumanniana Warb., Araucaria hunsteinii var. klinkii (Lauterb.) Silba): Dieser Endemit gedeiht in Höhenlagen von 600 bis 2000 Metern nur im Bulolo Tal im nordöstlichen Neuguinea.[3]
- Sektion Eutacta Endl.: Sie enthält etwa 15 Arten:[3]
  - Araucaria bernieri J.Buchholz: Dieser Endemit gedeiht in Höhenlagen von 0 bis 700 Metern in Neukaledonien.[3]
  - Araucaria biramulata J.Buchholz: Dieser Endemit gedeiht in Höhenlagen von 300 bis 1050 Metern in Neukaledonien.[3]
  - Araucaria columnaris (G.Forst.) Hook.: Dieser Endemit gedeiht im Tiefland in Neukaledonien.[3] Sie wird wegen des besonders schönen Wuchses als Zierpflanze in tropischen Parks verwendet.
  - Neuguinea-Araukarie (Araucaria cunninghamii Aiton ex D.Don):[3] Manche Autoren unterscheiden zwei Varietäten:[3]
    - Araucaria cunninghamii Aiton ex D.Don var. cunninghamii: Sie gedeiht in Australien im tropischen Küstenregenwald und subtropischen Regenwald in Höhenlagen von 0 bis 1000 Metern vom nördlichen Queensland bis Coffs Harbour in New South Wales.[3]
    - Araucaria cunninghamii var. papuana (Lauterb.) Silba: Dieser Endemit gedeiht in Höhenlagen von 610 bis 2400 Metern nur im Arfakgebirge im westlichen Neuguinea.[3]

  - Araucaria goroensis R.R.Mill & Ruhsam: Sie wurde 2017 erstbeschrieben und kommt nur im südöstlichen Neukaledonien vor.[3] Sie wurde bisher meist mit Araucaria muelleri verwechselt. Ihr Vorkommen ist bedroht.
  - Zimmertanne (Araucaria heterophylla (Salisb.) Franco),[3] auch Norfolktanne genannt. Sie gibt es als Zimmerpflanze für kühle Räume; sie ist auf der Norfolkinsel im Tiefland beheimatet.
  - Araucaria humboldtensis J.Buchholz: Dieser Endemit gedeiht auf sauren Böden in Höhenlagen von 750 bis 1500 Metern nur auf Mt. Humboldt, Mt. Mou und Mt. des Sources in Neukaledonien.[3]
  - Araucaria laubenfelsii Corbasson: Dieser Endemit gedeiht in Höhenlagen von 400 bis 1400 Metern nur auf Mt. Mou, Mt. des Sources, Mt. Dzumac und Mt. Dou in Neukaledonien.[3]
  - Araucaria luxurians (Brongn. & Gris) de Laub.: Dieser Endemit gedeiht entlang der Küste in Höhenlagen von 200 bis 1400 Metern in Neukaledonien.[3]
  - Araucaria montana Brongn. & Gris: Dieser Endemit gedeiht in Höhenlagen von 200 bis 1400 Metern im Nordteil Neukaledoniens.[3]
  - Araucaria muelleri (Carrière) Brongn. & Gris: Dieser Endemit gedeiht auf einigen Bergen in Höhenlagen von 150 bis 1400 Metern im südöstlichen Neukaledonien.[3]
  - Araucaria nemorosa de Laub.: Dieser Endemit gedeiht im Küstenwald in Höhenlagen bis zu 100 Metern in Neukaledonien.[3]
  - Araucaria rulei F.Muell.: Dieser seltene Endemit gedeiht in Höhenlagen von 150 bis 1150 Metern im Zentrum und Süden Neukaledoniens.[3]
  - Araucaria schmidii de Laub.: Dieser Endemit gedeiht nur auf Mt. Panie in Höhenlagen von 1500 bis 1630 Metern in Neukaledonien.[3]
  - Araucaria scopulorum de Laub.: Dieser Endemit gedeiht an der nordöstlichen Küste bis in Höhenlagen von maximal 300 Metern in Neukaledonien.[3]
  - Araucaria subulata Vieill.: Dieser Endemit gedeiht an mehreren Standorten in Höhenlagen von 320 bis 1900 Metern in Neukaledonien.[3]